# Mauterndorf
Mauterndorf is een Marktgemeinde (gemeente met marktrecht) in de Oostenrijkse deelstaat Salzburger Land en maakt deel uit van het district Tamsweg (Lungau).
Mauterndorf telt 1806 inwoners en is daarmee qua inwoneraantal de vierde gemeente van de Lungau.

## Religie
De inwoners zijn overwegend (88,2 %) rooms-katholiek. Verder is 4,2 % van de inwoners islamitisch en 1,2 % protestants; 5,6 % rekent zichzelf niet tot een religieuze groepering.

## Geschiedenis
Ten tijde van het Romeinse Rijk liep er een belangrijke weg langs Mauterndorf over de Radstädter Tauern. In de 13e eeuw werd hier door het Salzburgse domkapittel tolheffing ingesteld, vandaar ook de naam Mauterndorf ("Maut" is het Duitse woord voor "tol"). In de 15e eeuw werd de burcht in opdracht van aartsbisschop Leonhard von Keutschach en domproost Brukhard von Weißpriach uitgebreid. Het werd door het domkapittel als administratief centrum gebruikt. In 1806 viel de burcht in handen van de staat. In 1894 werd de burcht door dr. Hermann von Eppenstein verworven, en zo werd verval tegengegaan. Zijn petekind, de latere oorlogsmisdadiger Hermann Göring woonde hier begin 20e eeuw samen met zijn moeder en nog vier kinderen van zijn moeder. In 1945 was dit zijn laatste schuilplaats voordat hij zich overgaf aan het Amerikaanse leger. In 1968 kwam de burcht in handen van de deelstaat Salzburg die de burcht tussen 1979 en 1982 liet renoveren voor een bedrag van 20 miljoen schilling.

## Politiek

### Gemeenteraad
De gemeenteraad van de Marktgemeinde Mauterndorf bestaat uit 5 raadsleden (waaronder de locoburgemeester) en de burgemeester. Vier gemeenteraadsleden zijn lid van de ÖVP en de andere 2 van de SPÖ.
(dec. 2004)

### Burgemeester
Burgemeester Wolfgang Eder (ÖVP)

### Partnergemeente
Mauterndorf heeft een stedenband met Cadolzburg in het Duitse Beieren.

## Cultuur en bezienswaardigheden

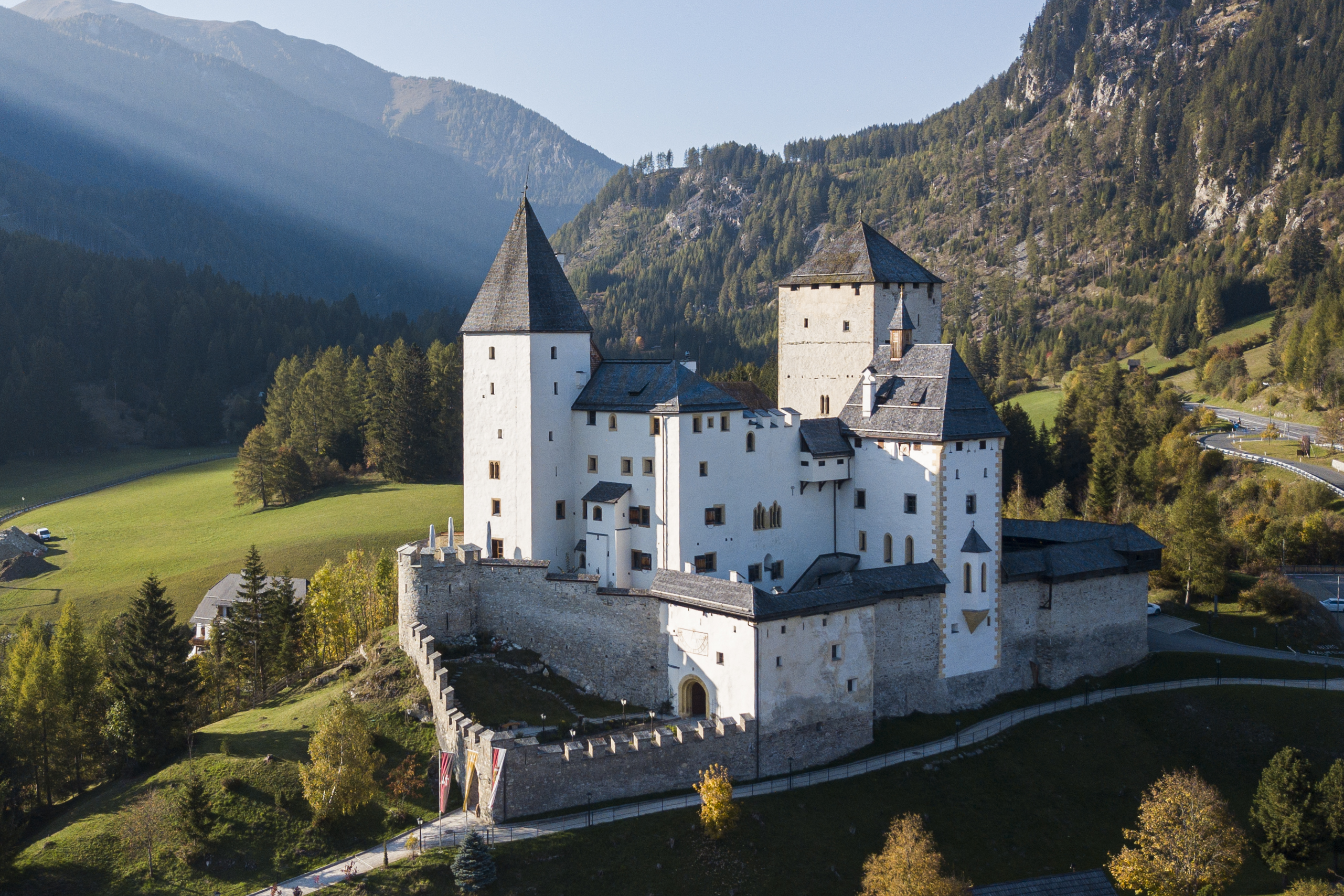
Burg Mauterndorf

### Burg Mauterndorf
De burcht is tegenwoordig opgengesteld voor publiek. Naast het bezichtigen van de burcht zelf is er ook de mogelijkheid om zich te kleden in middeleeuwse kostuums. Ook kan men diverse tentoonstellingen bezichtigen.
In de burcht vinden regelmatig wetenschappelijke conferenties plaats.

### Zweefvliegveld Mauterndorf
Met 1110 m is dit het hoogstgelegen zweefvliegveld van Oostenrijk. Een uitstekend vertrekpunt voor lange-afstandszweefvluchten.

### Trapgevelhuizen
- monumentale trapgevelhuizen in het centrum van Mauterndorf

### Kerken
- Pfarrkirche
- Filiaalkerk St. Getrauden
- Filiaalkerk St. Wolfgang

### Taurachbahn
De Taurachbahn is een museumspoorbaan, die alleen gedurende zomer in bedrijf is.

### Samson
De Samson is een stadsreus en wordt, volgens traditie, bij feestelijke optochten meegedragen.

## Economie en infrastructuur

### Verkeer
Mauterndorf ligt aan de Bundesstraße B 99 vanaf de Radstädter Tauernpas naar St. Michael im Lungau (aansluiting met de Tauernautobahn A 10) en verder naar Katschberg. Ook is er een weg naar Tamsweg, de B 95.

### Gevestigde ondernemingen
Belangrijkste inkomensbron is het toerisme met 245.000 overnachtingen, vooral in de winter (Schischaukel Großeck-Speiereck).

### Onderwijs
- Kleuterschool
- Basisschool

### Staatsbedrijven en -instellingen
- Straßenmeisterei Lungau
- Sorteercentrum van de Post.AG
- Politie-inspectie

## Personen

### Bekende Mauterndorfers
- Ursula Fingerlos, snowboarder
- Albert Göring, verzetsstrijder tijdens de Tweede Wereldoorlog

## Foto's

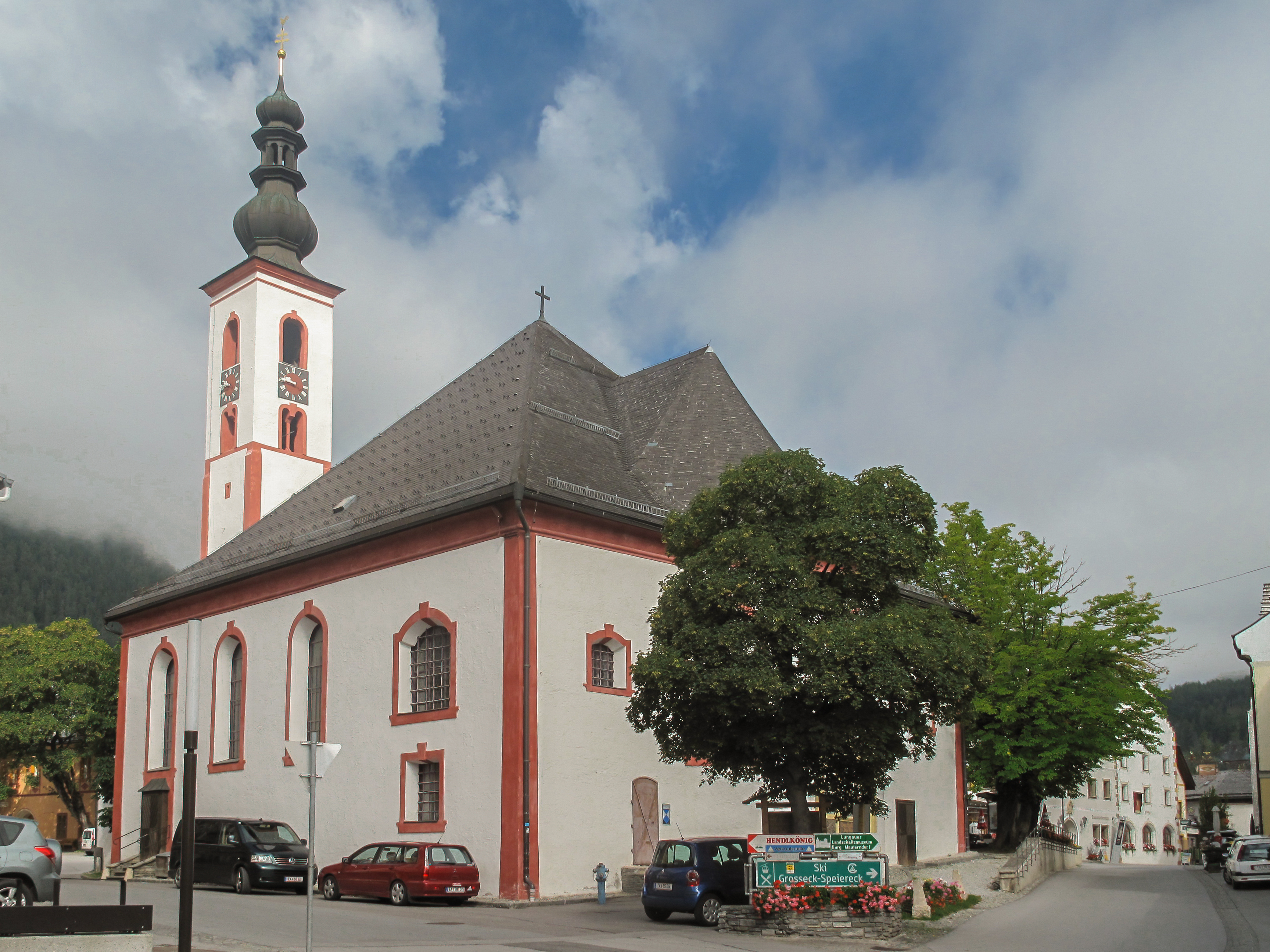
Mauterndorf, kerk
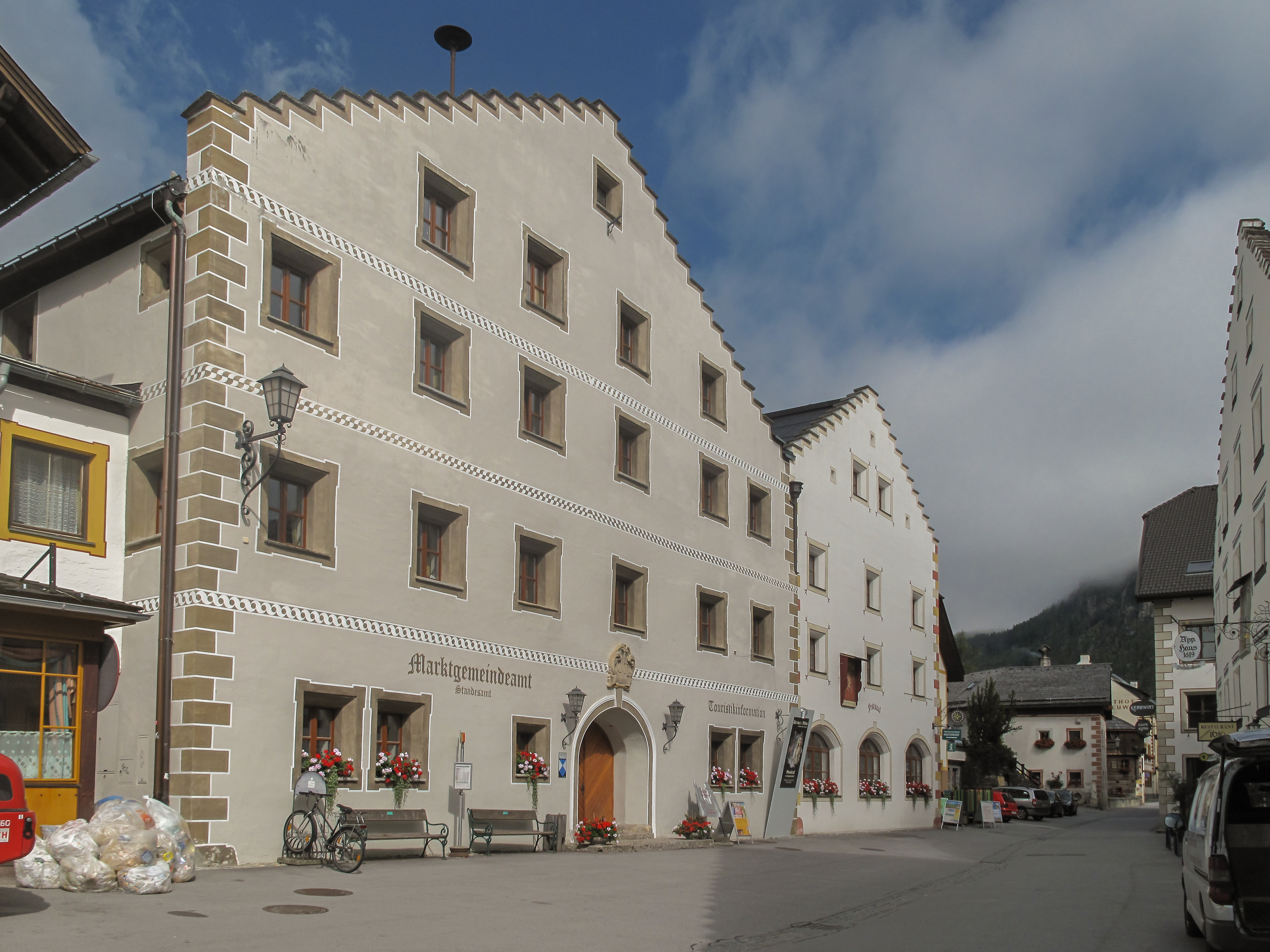
Mauterndorf, gemeentehuis in straatzicht

Göriach ·
Lessach ·
Mariapfarr ·
Mauterndorf ·
Muhr ·
Ramingstein ·
St. Andrä ·
St. Margarethen ·
St. Michael ·
Tamsweg ·
Thomatal ·
Tweng ·
Unternberg ·
Weißpriach ·
Zederhaus
- Gemeinsame Normdatei: 4123726-2
- MusicBrainz: 4b9913e8-61e0-49cd-a7b2-e8412e10b111
- Virtual International Authority File: 237750129
- WorldCat: E39PBJhhxHPdYY7tM98BWvwwG3